# Gerhard Nauck
Gerhard Christoph Friedrich Carl Nauck (* 22. Juli 1893 in Berlin; † 3. Januar 1976 in Hamburg-Eimsbüttel) war ein deutscher Kriminalbeamter.

## Leben
Nauck war der Sohn des Pastors Johann Nauck und dessen Ehefrau Maria, geb. Brann. Nach dem Schulbesuch schlug er eine Karriere als Polizeibeamter ein. Spätestens in den 1930er Jahren war Nauck als Kriminalbeamter in Berlin tätig. Während der NS-Zeit kam Nauck in das von Arthur Nebe geführte Reichskriminalpolizeiamt (RKPA), wo ihm die Abteilung zur Bekämpfung von Sittlichkeitsverbrechen übertragen wurde. Sein Tätigkeitsgebiet umfasste dementsprechend die Bekämpfung unzüchtiger Bilder, Schriften und Inserate. In dieser Eigenschaft war er einer der wenigen deutschen Kriminalbeamten, die entgegen einer grundsätzlichen Anweisung von Reinhard Heydrich, der zufolge deutsche Kriminalisten keine Auslandsreisen unternehmen sollten, häufiger zu Fortbildungszwecken ins Ausland reisten durften.
Im Januar 1938 spielte Nauck eine indirekte Rolle bei der „Blomberg-Fritsch-Krise“, die zum Sturz des Reichskriegsministers Werner von Blomberg führte: Zu dieser Zeit schickte Nauck seinem Kollegen Hellmuth Müller, dem Leiter der Reichserkennungsdienstzentrale, einen Posten pornographischer Bilder zu. Unter den dort Abgebildeten erkannte Müller Erna Gruhn, die kurz zuvor von Blomberg geheiratet hatte. Über mehrere Zwischenstationen gelangten diese Bilder an Adolf Hitler, der daraufhin Blomberg aus seinem Amt drängte, um die wesentlichen Machtbefugnisse des Kriegsministers fortan selbst wahrzunehmen.
Trotz seiner führenden Stellung im Polizeiapparat trat Nauck, den Heinz Höhne als „Anti-Nazi“ charakterisiert, nie in die NSDAP oder die SS ein. Der Spiegel führte dies 1949 darauf zurück, dass Naucks „Fachwissen […] einfach nicht zu ersetzen gewesen“ sei. Dabei ist zu berücksichtigen, dass im Spiegel 1949 eine Kampagne lief, alle wichtigen ehemaligen Mitarbeiter Arthur Nebes als integer darzustellen, dass „die Kriminalpolizei im NS-Staat nichts mit dem SD oder der Gestapo zu tun gehabt habe“ und deren „Wiederverwendung in der Bundesrepublik nichts im Wege stehe.“ Verfasser der betreffenden Spiegel-Serie Das Spiel ist aus – Arthur Nebe war der Kriminalrat und SS-Hauptsturmführer „Dr. Bernhard Wehner, der in Nebes RSHA-Amt V das Referat für Kapitalverbrechen betreut hatte.“ Dort im Reichssicherheitshauptamt leitete Nauck im Rang eines Kriminaldirektors das Referat V B 3 (Sittlichkeitsverbrechen) in der Abteilung V B innerhalb der Amtsgruppe V („Verbrechensbekämpfung“). In dieser Eigenschaft war Nauck „an maßgeblicher Stelle“ an der Verfolgung von Zigeunern beteiligt. Im Dezember 1943 wurde Nauck zum Leiter des Kriminalbiologischen Instituts des RKPA ernannt.